# Philémon Cochet
'Philémon Cochet' est un cultivar de rosier obtenu en 1891 par Scipion Cochet. Il rend hommage au frère de l'obtenteur, Philémon Cochet (1823-1898), rosiériste à Coubert. Il est issu d'un semis de 'Madame Isaac Pereire' (Garçon, 1876/1881).

## Description
Ce rosier Bourbon a toujours été remarqué pour ses qualités florifères. Ses fleurs sont rose vif foncé et agréablement parfumées ; elles sont pleines et doubles (26-40 pétales).
Son buisson vigoureux est érigé et presque sarmenteux avec un feuillage à cinq folioles vert foncé. Il peut s'élever à 300 cm lorsqu'il est palissé. Sa zone de rusticité est de 5b à 10b ; il résiste donc aux hivers très froids et supporte la chaleur.
Ce rosier est rarement cultivé de nos jours.
Il ne doit pas être confondu avec 'Souvenir de Philémon Cochet' (Cochet, 1899), hybride de Rosa rugosa de couleur blanche, beaucoup plus répandu.